# Kemisk formel
En kemisk formel är en sorts notation, som beskriver vilka atomer/joner en molekyl är uppbyggd av. 
En empirisk formel anger förhållandet mellan olika atomslag i ett ämne. 
En summaformel anger hur många atomer av varje sort som finns i ett molekylslag. 
Inom organisk kemi brukar man, för att underlätta särskiljning av ämnen med samma antal och sorters atomer  skriva de funktionella grupperna och molekylstammen var för sig. Om det finns två eller flera likadana funktionella grupper eller andra välkända element (som sammansatta joner) sätts de inom parentes med antalet sådana grupper utanför parentesen.

## Exempel
Vanligt vatten har kemiska formeln H2O, där H2 står för två väteatomer, och O för en syreatom.
Etanol skulle kunna 
skrivas C2H6O, men skrivs vanligtvis så här: C2H5OH, eftersom OH är den funktionella gruppen till ämnet, och molekylstammen är etan.
Bariumnitrat skrivs Ba(NO3)2 då den innehåller två likadana nitratjoner (NO3-).
|                               | Strukturformler | Strukturformler | Strukturformler | Strukturformler     | Andra framställningar | Andra framställningar | Andra framställningar |
| Elektronformel                | Valensformel    | Nattaprojektion | Skelettformel   | Konstitutionsformel | Summaformel           | Empirisk formel       |                       |
| ----------------------------- | --------------- | --------------- | --------------- | ------------------- | --------------------- | --------------------- | --------------------- |
| Metan                         |                 |                 |                 | existerar inte      | CH4                   | CH4                   | CH4                   |
| Propan                        |                 |                 |                 |                     | CH3–CH2–CH3           | C3H8                  | C3H8                  |
| Ättiksyra                     |                 |                 |                 |                     | CH3–COOH              | C2H4O2                | CH2O                  |
| Vatten                        |                 |                 |                 | existerar inte      | existerar inte        | H2O                   | H2O                   |
| Denna tabell: visa • redigera |                 |                 |                 |                     |                       |                       |                       |